# ذخیره‌گاه طبیعی لیندی
ذخیره‌گاه طبیعی لیندی (به لاتین: Lindi Nature Reserve) یک منطقه حفاظت‌شده در استونی است که در استونی واقع شده‌است.